# Список кантри-хитов № 1 2018 года (Billboard)

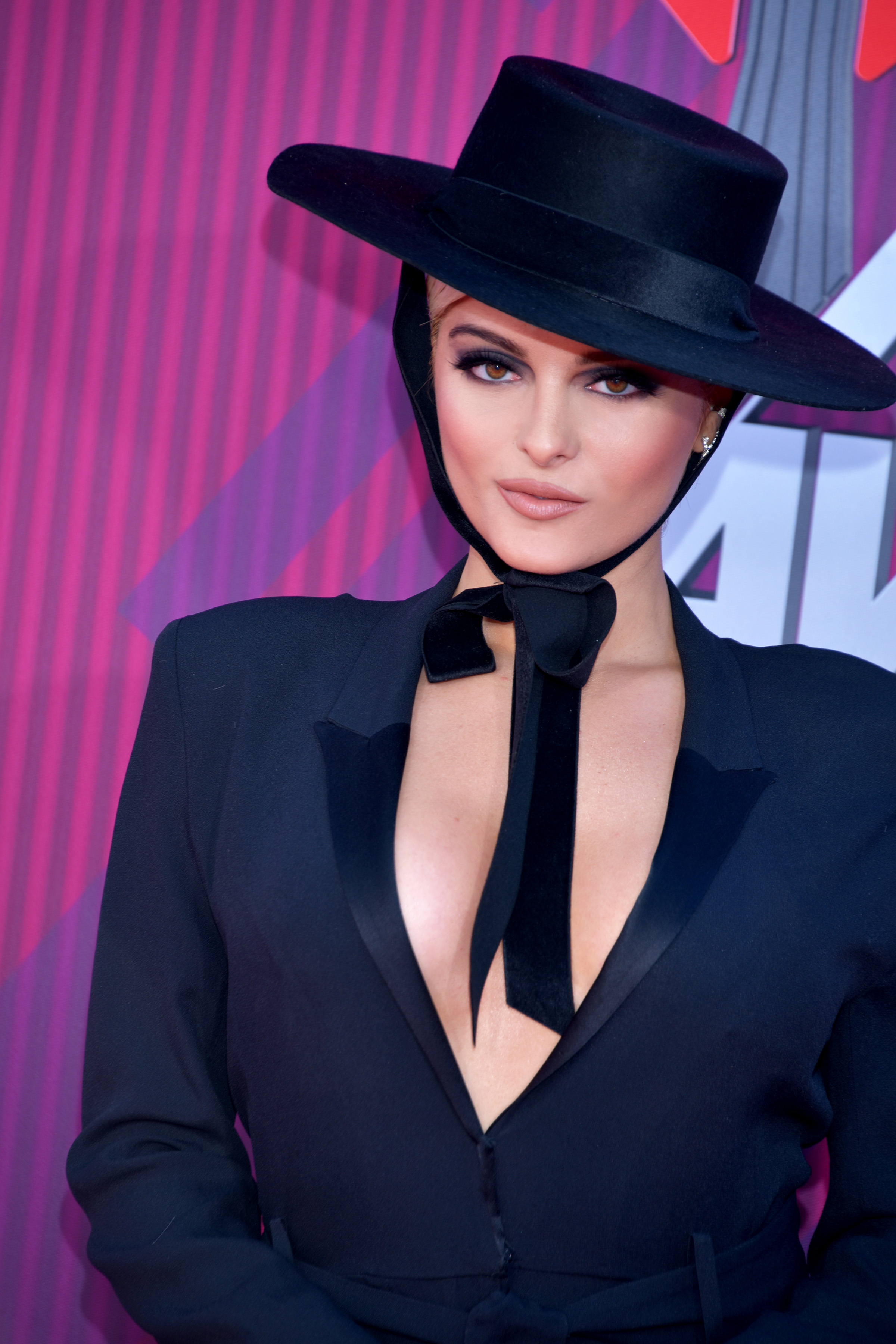
Биби Рекса вместе с дуэтом Florida Georgia Line лидировала со своим хитом «Meant to Be» в начале 2018 года

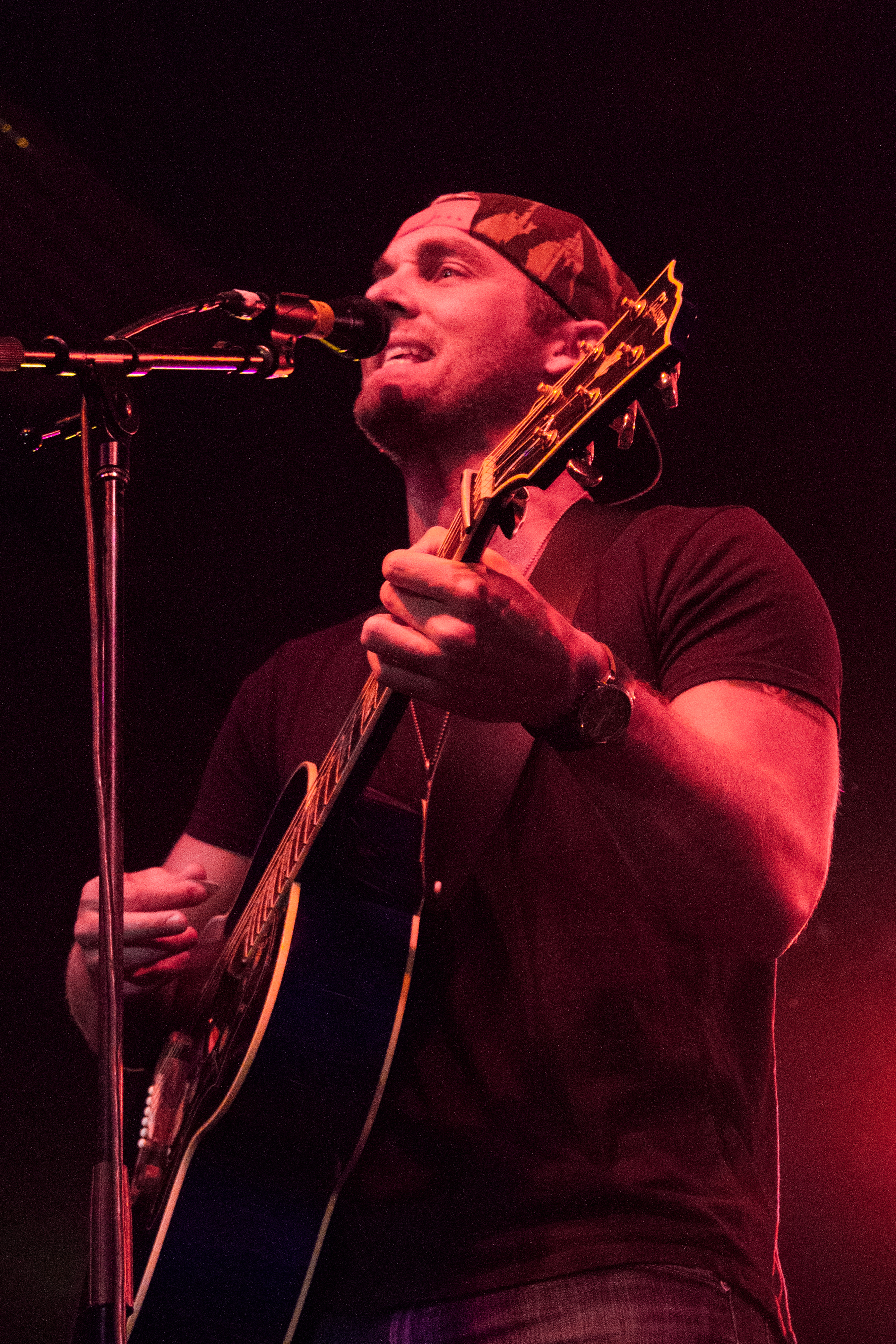
Бретт Янг начал год с первого места в радиочарте и был одним из трех артистов, которые провели пять недель на первом месте в 2018 году

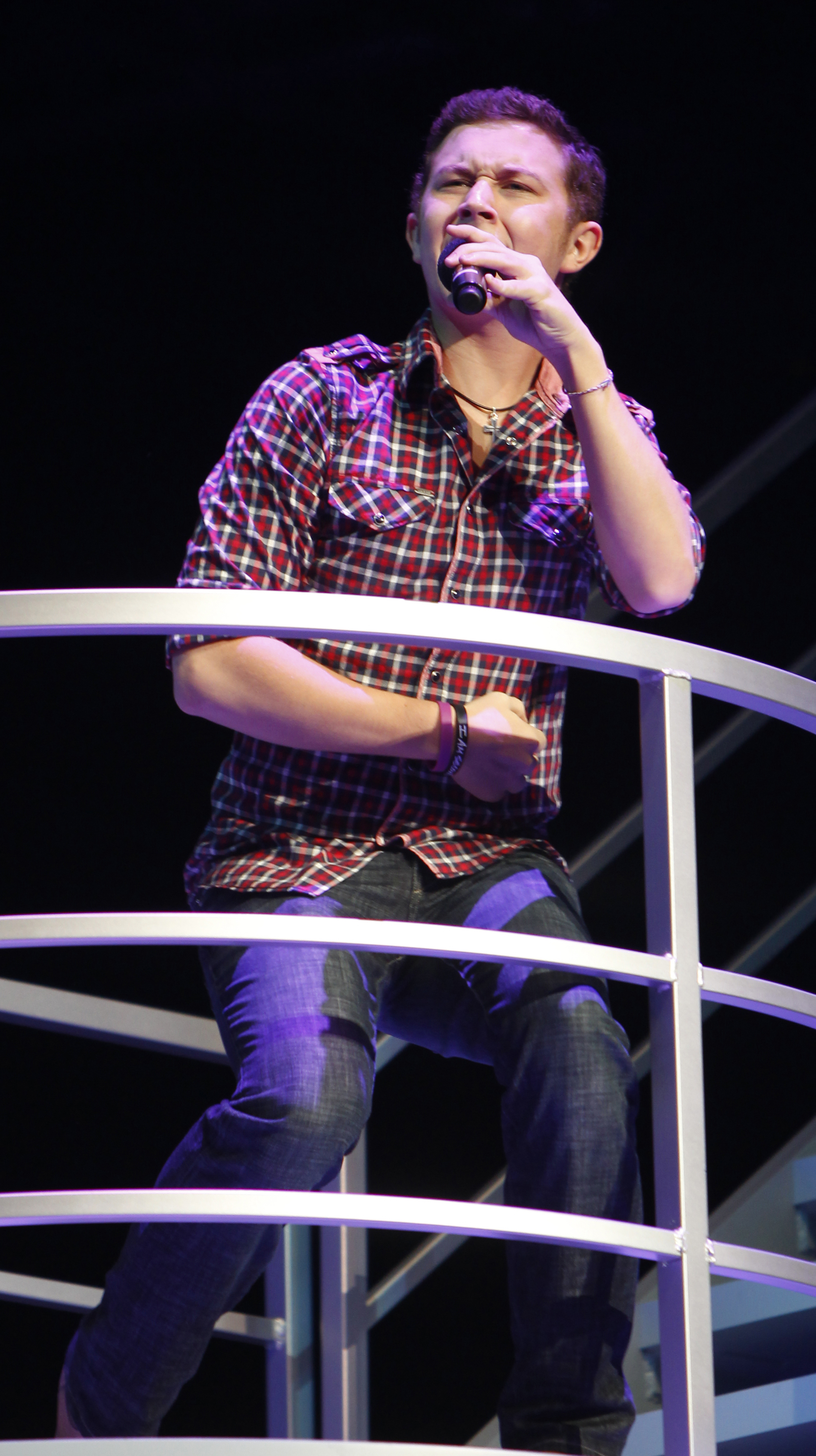
«Five More Minutes» дал Скотти Маккрири его первый чарттоппер.

Список кантри-хитов № 1 2018 года включает самые популярные песни жанра кантри-музыки, которые возглавляли американский хит-парад Hot Country Songs журнала Billboard в 2018 году (данные стали известны заранее, так как публикуются на неделю вперёд).

## История
- Почти весь 2018 год в Hot Country Songs лидировала Биби Рекса при участии Florida Georgia Line со своим синглом «Meant to Be»[3].
- 24 февраля первое место в Country Airplay занял сингл «Legends» Келси Баллерини (4-й её чарттоппер)[4].
- 28 апреля сингл «Meant to Be» находился на вершине кантри-чарта 21-ю неделю и впервые взошёл на № 1 в Country Airplay (1-й там чарттоппер для Биби Рекса и 12-й для Florida Georgia Line)[5].
- 12 мая сингл «Meant to Be» находился на вершине кантри-чарта 23-ю неделю и 5-ю неделю на № 1 в чарте Radio Songs[6].
- 9 июня 2018 года песня «Meant to Be» была 27 недель на № 1 в Hot Country Songs[7].
- 23 июня 2018 года песня «Everything’s Gonna Be Alright» кантри-певца Дэвида Ли Мёрфи при участии Кенни Чесни возглавила радиоэфирный чарт Country Airplay. Для Мёрфи это 2-й чарттопер и первый за 23 года (а точнее 22 года, 5 месяцев и 3 недели), почти рекордный промежуток в истории чарта с начала его запуска 20 января 1990 года (первым на № 1 был его хит «Dust on the Bottle» в 1995 году). Рекорд в 23 месяца принадлежит Винсу Гиллу, который с хитом Криса Янга «Sober Saturday Night» (при участии Гилла) лидировал 18 марта 2017 года, то есть спустя 23 месяца и 1 неделю после его сингла «Tryin' to Get Over You» (№ 1 в дату с 12 марта 1994). В то же время Мёрфи переписал рекорд для исполнителя в лидирующей роли на № 1 в обеих песнях. Он более чем вдвое увеличил прошлый рекорд Garth Brooks равный 10 годам и 3 месяцам, между «More Than a Memory» (которая стала единственной песней дебютировавшей на первом месте; 15 сентября 2007) и «Ask Me How I Know» (16 декабря 2017). Для Кенни Чесни это 29-й чарттоппер[8].
- 21 июля 2018 года песня «Get Along» кантри-певца Кенни Чесни возглавила радиоэфирный чарт Country Airplay. Для Чесни это 30-й чарттопер в Country Airplay. Это абсолютный рекорд этого чарта, позади остались Тим Макгро (у него 29 радио-хитов № 1), Алан Джексон (26) и Джордж Стрейт (26)[9][10].
- 23 июля сингл «Meant to Be» (Биби Рекса при участии Florida Georgia Line) находился на вершине кантри-чарта в Hot Country Songs 34-ю неделю, достигнув рекордного показателя 2017 года (рекорд в 34 недели в 2017 году принадлежит песне «Body Like a Back Road» Сэма Ханта). Ранее песня 2 недели возглавляла Adult Pop Songs и пять недель была во главе мультижанрового Radio Songs[11].
- 4 августа 2018 года рекордный показатель был покорён: 35 недель на № 1 в Hot Country Songs, начиная с 16 декабря 2017 года находился сингл «Meant to Be» (Биби Рекса при участии Florida Georgia Line). И ещё 31 неделя № 1 в Country Streaming Songs[12][13].
- 25 августа радиоэфирный чарт Country Airplay возглавил сингл «Drowns the Whiskey» Джейсона Олдина при участии Миранды Ламберт. Для Ламберт это её 5-й лидер этого чарта, а для Олдина это уже 19-й там чарттоппер, и он делит девятое место по этому показателю с Garth Brooks, Luke Bryan и Brad Paisley (а рекорд за всё время с 1990 года, когда был запущен этот радиочарт, сегодня держит Кенни Чесни с 30 хитами на первом месте). Одновременно, рекордный показатель «Meant to Be» (Биби Рекса при участии Florida Georgia Line) был увеличен до 38 недель на № 1 в Hot Country Songs. И ещё 34 недели № 1 в Country Streaming Songs (запуск чарта в апреле 2013), что сравнялось с рекордом песни «Body Like a Back Road» (Sam Hunt)[14].
- 8 сентября кантри радио-чарт возглавил Томас Ретт с треком «Life Changes» (11-й его чарттоппер и 4-й с его одноимённого альбома, который был на № 1 в Billboard 200 в сентябре 2017 года). Одновременно, рекордный показатель «Meant to Be» (Биби Рекса при участии Florida Georgia Line) был увеличен до 40 недель на № 1 в Hot Country Songs[15].
- 15 сентября кантри радио-чарт Country Airplay возглавил Люк Брайан с треком «Sunrise, Sunburn, Sunset» (20-й его чарттоппер и 13-й подряд, а также 3-й с его альбома What Makes You Country, который был на № 1 в Billboard 200 в декабре 2017 года). Лидируют по числу чарттоперов в Country Airplay Кенни Чесни (31), Тим Макгро (29), Алан Джексон (26), Джордж Стрейт (26), Блейк Шелтон (25), Keith Urban (21), Brooks & Dunn (20), Toby Keith (20), Джейсон Олдин (19), Гарт Брукс (19), Brad Paisley (19)[16].
- 20 октября кантри радио-чарт Country Airplay возглавила группа Florida Georgia Line с треком «Simple» (14-й их чарттоппер; также 14 у группы Rascal Flatts и 13 у Zac Brown Band, а лидеры за все 28 лет этого чарта среди групп с 20 чарттопперами Brooks & Dunn; а среди солистов с 30 хитами № 1 лидирует Kenny Chesney). Одновременно, рекордный показатель «Meant to Be» (Биби Рекса при участии Florida Georgia Line) был увеличен до 46 недель на № 1 в Hot Country Songs[17]
- 27 октября рекордное лидерство «Meant to Be» (Биби Рекса при участии Florida Georgia Line) достигло 47 недель в Hot Country Songs и 43 недель в Country Streaming Songs[18].
- 17 ноября рекордную 50-ю неделю в Hot Country Songs лидировал «Meant to Be» (Биби Рекса при участии Florida Georgia Line) Это достижение будет прервано 24 ноября песней «Lose It» Кейна Брауна (его 2-й чарттоппер после «What Ifs»)[19]. Тайлер Хаббард из Florida Georgia Line, благодаря достижению первого места с его песней «5 Foot 9» потом вошёл в историю как первый исполнитель, который возглавил чарт, начавшийся в 1990 году, как в составе дуэта/группы, так и в качестве солиста[20].

| Дата        | Country Songs[A] | Исполнитель                                 | Ссылка          | Country Airplay[B]              | Исполнитель                                    | Ссылка          |
| ----------- | ---------------- | ------------------------------------------- | --------------- | ------------------------------- | ---------------------------------------------- | --------------- |
| 3 января    | «Meant to Be»    | Биби Рекса при участии Florida Georgia Line | [ 3 ] [ 21 ]    | «Like I Loved You»              | Brett Young                                    | [ 22 ]          |
| 6 января    | «Meant to Be»    | Биби Рекса при участии Florida Georgia Line | [ 23 ]          | «Like I Loved You»              | Brett Young                                    | [ 24 ]          |
| 13 января   | «Meant to Be»    | Биби Рекса при участии Florida Georgia Line | [ 25 ] [ 26 ]   | «Like I Loved You»              | Brett Young                                    | [ 27 ]          |
| 20 января   | «Meant to Be»    | Биби Рекса при участии Florida Georgia Line | [ 28 ] [ 29 ]   | «I Could Use a Love Song»       | Марен Моррис                                   | [ 30 ]          |
| 27 января   | «Meant to Be»    | Биби Рекса при участии Florida Georgia Line | [ 31 ] [ 32 ]   | «Yours»                         | Russell Dickerson                              | [ 33 ]          |
| 3 февраля   | «Meant to Be»    | Биби Рекса при участии Florida Georgia Line | [ 34 ]          | «Yours»                         | Russell Dickerson                              | [ 35 ]          |
| 10 февраля  | «Meant to Be»    | Биби Рекса при участии Florida Georgia Line | [ 36 ]          | «Losing Sleep»                  | Крис Янг                                       | [ 37 ]          |
| 17 февраля  | «Meant to Be»    | Биби Рекса при участии Florida Georgia Line | [ 38 ] [ 39 ]   | «Written in the Sand»           | Old Dominion                                   | [ 40 ]          |
| 24 февраля  | «Meant to Be»    | Биби Рекса при участии Florida Georgia Line | [ 41 ]          | «Legends»                       | Келси Баллерини                                | [ 42 ]          |
| 3 марта     | «Meant to Be»    | Биби Рекса при участии Florida Georgia Line | [ 43 ] [ 44 ]   | «Five More Minutes»             | Скотти Маккрири                                | [ 45 ]          |
| 10 марта    | «Meant to Be»    | Биби Рекса при участии Florida Georgia Line | [ 46 ]          | «Marry Me»                      | Томас Ретт                                     | [ 47 ]          |
| 17 марта    | «Meant to Be»    | Биби Рекса при участии Florida Georgia Line | [ 48 ] [ 49 ]   | «Marry Me»                      | Томас Ретт                                     | [ 50 ]          |
| 24 марта    | «Meant to Be»    | Биби Рекса при участии Florida Georgia Line | [ 51 ] [ 52 ]   | «Broken Halos»                  | Крис Стэплтон                                  | [ 53 ]          |
| 31 марта    | «Meant to Be»    | Биби Рекса при участии Florida Georgia Line | [ 54 ]          | «Most People Are Good»          | Люк Брайан                                     | [ 55 ]          |
| 7 апреля    | «Meant to Be»    | Биби Рекса при участии Florida Georgia Line | [ 56 ]          | «Most People Are Good»          | Люк Брайан                                     | [ 57 ]          |
| 14 апреля   | «Meant to Be»    | Биби Рекса при участии Florida Georgia Line | [ 58 ]          | «Most People Are Good»          | Люк Брайан                                     | [ 59 ]          |
| 21 апреля   | «Meant to Be»    | Биби Рекса при участии Florida Georgia Line | [ 60 ] [ 61 ]   | «Singles You Up»                | Jordan Davis                                   | [ 62 ]          |
| 28 апреля   | «Meant to Be»    | Биби Рекса при участии Florida Georgia Line | [ 63 ] [ 64 ]   | «Meant to Be»                   | Биби Рекса при участии Florida Georgia Line    | [ 65 ]          |
| 5 мая       | «Meant to Be»    | Биби Рекса при участии Florida Georgia Line | [ 66 ]          | «You Make It Easy»              | Джейсон Олдин                                  | [ 67 ]          |
| 12 мая      | «Meant to Be»    | Биби Рекса при участии Florida Georgia Line | [ 68 ] [ 69 ]   | «You Make It Easy»              | Джейсон Олдин                                  | [ 70 ]          |
| 19 мая      | «Meant to Be»    | Биби Рекса при участии Florida Georgia Line | [ 71 ]          | «Heaven»                        | Кейн Браун                                     | [ 72 ]          |
| 26 мая      | «Meant to Be»    | Биби Рекса при участии Florida Georgia Line | [ 73 ] [ 74 ]   | «Heaven»                        | Кейн Браун                                     | [ 75 ]          |
| 2 июня      | «Meant to Be»    | Биби Рекса при участии Florida Georgia Line | [ 76 ]          | «For the First Time»            | Дариус Ракер                                   | [ 77 ]          |
| 9 июня      | «Meant to Be»    | Биби Рекса при участии Florida Georgia Line | [ 78 ] [ 79 ]   | «One Number Away»               | Люк Комбс                                      | [ 80 ]          |
| 16 июня     | «Meant to Be»    | Биби Рекса при участии Florida Georgia Line | [ 81 ]          | «Woman, Amen»                   | Dierks Bentley                                 | [ 82 ]          |
| 23 июня     | «Meant to Be»    | Биби Рекса при участии Florida Georgia Line | [ 83 ] [ 84 ]   | «Everything’s Gonna Be Alright» | David Lee Murphy и Кенни Чесни                 | [ 85 ]          |
| 30 июня     | «Meant to Be»    | Биби Рекса при участии Florida Georgia Line | [ 86 ]          | «Up Down»                       | Морган Уоллен при участии Florida Georgia Line | [ 87 ]          |
| 7 июля      | «Meant to Be»    | Биби Рекса при участии Florida Georgia Line | [ 88 ] [ 89 ]   | «Tequila»                       | Dan + Shay                                     | [ 90 ]          |
| 14 июля     | «Meant to Be»    | Биби Рекса при участии Florida Georgia Line | [ 91 ] [ 92 ]   | «Tequila»                       | Dan + Shay                                     | [ 93 ]          |
| 21 июля     | «Meant to Be»    | Биби Рекса при участии Florida Georgia Line | [ 9 ] [ 94 ]    | «Get Along»                     | Кенни Чесни                                    | [ 95 ]          |
| 28 июля     | «Meant to Be»    | Биби Рекса при участии Florida Georgia Line | [ 96 ]          | «Get Along»                     | Кенни Чесни                                    | [ 97 ]          |
| 4 августа   | «Meant to Be»    | Биби Рекса при участии Florida Georgia Line | [ 13 ] [ 98 ]   | «I Was Jack (You Were Diane)»   | Jake Owen                                      | [ 99 ]          |
| 11 августа  | «Meant to Be»    | Биби Рекса при участии Florida Georgia Line | [ 100 ] [ 101 ] | «Mercy»                         | Brett Young                                    | [ 102 ]         |
| 18 августа  | «Meant to Be»    | Биби Рекса при участии Florida Georgia Line | [ 103 ]         | «Mercy»                         | Brett Young                                    | [ 104 ]         |
| 25 августа  | «Meant to Be»    | Биби Рекса при участии Florida Georgia Line | [ 14 ] [ 105 ]  | «Drowns the Whiskey»            | Джейсон Олдин при участии Miranda Lambert      | [ 106 ]         |
| 1 сентября  | «Meant to Be»    | Биби Рекса при участии Florida Georgia Line | [ 107 ]         | «Drowns the Whiskey»            | Джейсон Олдин при участии Miranda Lambert      | [ 108 ]         |
| 8 сентября  | «Meant to Be»    | Биби Рекса при участии Florida Georgia Line | [ 109 ]         | «Life Changes»                  | Thomas Rhett                                   | [ 110 ] [ 111 ] |
| 15 сентября | «Meant to Be»    | Биби Рекса при участии Florida Georgia Line | [ 112 ]         | «Sunrise, Sunburn, Sunset»      | Люк Брайан                                     | [ 113 ] [ 114 ] |
| 22 сентября | «Meant to Be»    | Биби Рекса при участии Florida Georgia Line | [ 115 ]         | «Sunrise, Sunburn, Sunset»      | Люк Брайан                                     | [ 116 ]         |
| 29 сентября | «Meant to Be»    | Биби Рекса при участии Florida Georgia Line | [ 117 ]         | «Hotel Key»                     | Old Dominion                                   | [ 118 ] [ 119 ] |
| 6 октября   | «Meant to Be»    | Биби Рекса при участии Florida Georgia Line | [ 120 ]         | «Hotel Key»                     | Old Dominion                                   | [ 121 ]         |
| 13 октября  | «Meant to Be»    | Биби Рекса при участии Florida Georgia Line | [ 122 ]         | «Blue Tacoma»                   | Russell Dickerson                              | [ 123 ]         |
| 20 октября  | «Meant to Be»    | Биби Рекса при участии Florida Georgia Line | [ 124 ]         | «Simple»                        | Florida Georgia Line                           | [ 17 ] [ 125 ]  |
| 27 октября  | «Meant to Be»    | Биби Рекса при участии Florida Georgia Line | [ 126 ]         | «She Got the Best of Me»        | Luke Combs                                     | [ 127 ]         |
| 3 ноября    | «Meant to Be»    | Биби Рекса при участии Florida Georgia Line | [ 128 ]         | «She Got the Best of Me»        | Luke Combs                                     | [ 129 ] [ 130 ] |
| 10 ноября   | «Meant to Be»    | Биби Рекса при участии Florida Georgia Line | [ 131 ]         | «She Got the Best of Me»        | Luke Combs                                     | [ 132 ] [ 133 ] |
| 17 ноября   | «Meant to Be»    | Биби Рекса при участии Florida Georgia Line | [ 134 ]         | «She Got the Best of Me»        | Luke Combs                                     | [ 135 ]         |
| 24 ноября   | «Lose It»        | Kane Brown                                  | [ 136 ]         | «Best Shot»                     | Jimmie Allen                                   | [ 137 ] [ 138 ] |
| 1 декабря   | «Speechless»     | Dan + Shay                                  | [ 139 ]         | «Best Shot»                     | Jimmie Allen                                   | [ 140 ]         |
| 8 декабря   | «Speechless»     | Dan + Shay                                  | [ 141 ]         | «Lose It»                       | Kane Brown                                     | [ 142 ]         |
| 15 декабря  | «Speechless»     | Dan + Shay                                  | [ 143 ]         | «Best Shot»                     | Jimmie Allen                                   | [ 144 ] [ 145 ] |
| 22 декабря  | «Speechless»     | Dan + Shay                                  | [ 146 ]         | «Speechless»                    | Dan + Shay                                     | [ 147 ] [ 148 ] |
| 29 декабря  | «Speechless»     | Dan + Shay                                  | [ 149 ]         | «Speechless»                    | Dan + Shay                                     | [ 150 ] [ 151 ] |

Примечания
- A^ — Country Songs — суммарный кантри-чарт, с учетом интернет-скачиваний (цифровых продаж), потокового контента и радиоэфиров.
- B^ — Country Airplay — радиоэфирный кантри-чарт (до 20 октября 2012 года был единственным и основным).